# Jüdische Friedhöfe in Unna

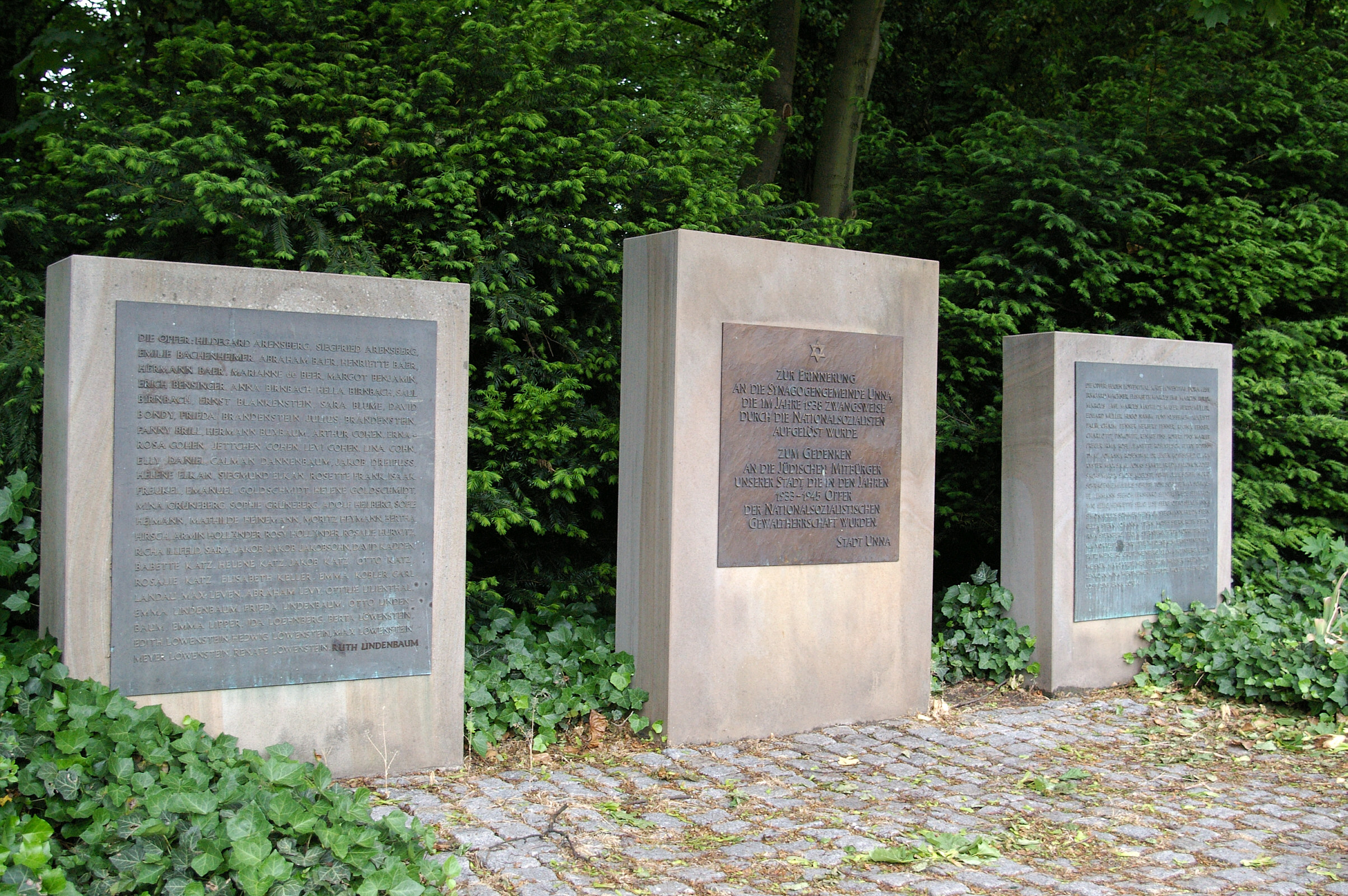
Gedenkstätte am jüdischen Friedhof Unna

Bei den Jüdischen Friedhöfen in Unna handelt es sich um den nicht mehr existierenden Judengraben und um den sogenannten Neuen Friedhof in Unna, der Kreisstadt des gleichnamigen Kreises in Nordrhein-Westfalen.

## Der erste jüdische Friedhof
Wann der jüdischen Gemeinde Unna erlaubt wurde, einen jüdischen Friedhof anzulegen, ist unbekannt.
Der erste jüdische Friedhof, der sogenannte „Judengraben“, lag direkt vor der Stadtmauer zwischen Morgen- und Viehtor. Heute nicht mehr erkennbar, lässt er sich in etwa zwischen Morgen- und Bahnhofstraße, im Bereich des Kriegerdenkmals, lokalisieren. Ein Pachtvertrag über dieses Grundstück ist nicht erhalten. Diese Parzelle soll den Juden ohne Rechte überlassen worden sein. Da nach der jüdischen Religion ein ewiges Ruherecht herrscht, ist dies eher unwahrscheinlich. Belegt ist hingegen, dass die Grasnutzung in diesem Grabenstück von der Stadt Unna anderweitig verpachtet war. Bis 1853/1854 war der Friedhof im Gebrauch.
Nach Inbetriebnahme des neuen Friedhofes gestattete der jüdische Gemeindevorstand – entgegen alten Gesetzen – den Gemeindemitgliedern die Grabsteine zur privaten Nutzung zu entfernen. Den wohl einzigen erhaltenen Grabstein des „Judengrabens“ fand der damalige Stadtarchivar Willi Timm 1961 als Trittstein bei einem Haus am Kirchplatz wieder. Dieses Haus steht heute nicht mehr, weil es dem Bau des Küsterhauses weichen musste. Der Sohn des ehemaligen Hauseigentümers, der damals in London lebende Journalist Wilhelm Sternfeld, erinnerte sich daran, dass sein Vater diesen Stein mit nach Hause gebracht hatte. Er war im Glauben, er gehöre der Familie. Die Übersetzung des hebräischen Textes ergab jedoch, dass er das Grabmal der Rahel, Frau des Jechiel Dreifus, war, die am 27. März 1829 nachmittags um 2 Uhr an einer Leibesentzündung im Alter von 38 Jahren verstorben war. Ihr Ehemann war der damalige Vorstand der jüdischen Gemeinde Unna.
Dieser Stein wurde auf Veranlassung der Kultusgemeinde Dortmund auf den neuen Friedhof umgesetzt.

## Der zweite jüdische Friedhof

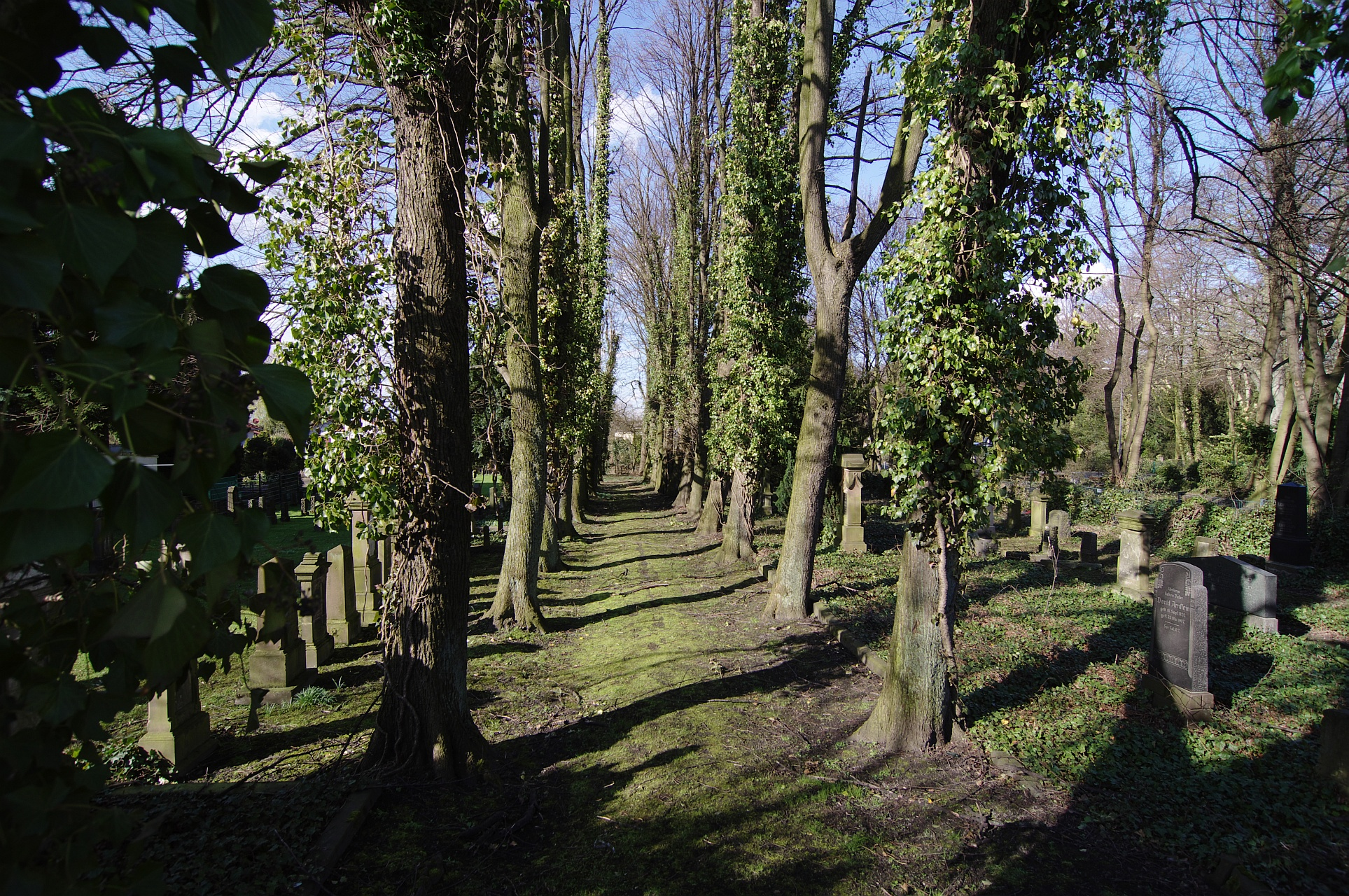
Jüdischer Friedhof Unna (2010)

Der jetzige jüdische Friedhof in Unna war von 1854 bis 1942 durchgängig in Benutzung und ist wie folgt aufgeteilt: Vom Hauptweg gehen links fünf und rechts vier Gräberreihen ab. Die linken und rechten Gräberfelder sind in nahezu gleich große Felder durch jeweils zwei Nebenwege unterteilt. Dem eigentlichen Begräbnisfeld schließt sich ein Rasenstück an. Insgesamt umfasst der Friedhof auf einer Fläche von 1376 m² 198 Gräber mit 147 zum Teil zweisprachigen Grabsteinen.
Das Begräbnisfeld des israelitischen Altersheims befindet sich mit Ausnahmen im linken Teil des Friedhofes. Es beginnt, etwa mittig neben dem Grabstein der ersten Bestattung, in der 5. Reihe im linken Teil. Dort wurde von 1911 bis 1916 bestattet. In der Reihe 4 im linken Gräberfeld wurde von 1916 bis 1918 bestattet. Die dritte Reihe weist Bestattungen von 1921 bis 1936 und die zweite von 1924 bis 1929 auf. Die erste Reihe des linken Feldes wurde mit Bestattungen der Jahre 1932 und 1940 belegt. Im rechten Feld befinden sich in der 1. Reihe eine Bestattung von 1907, in der 2. Reihe zwei von 1906 und in der 3. Reihe zwei von 1911, eine von 1910, zwei von 1911 und eine von 1908. Die vierte und letzte Reihe weist Bestattungen von 1931 bis 1935 auf. Die Belegung mit Angehörigen des israelitischen Altersheims ergeben sich aus Daten der Grabsteine selbst und aus den Adressbüchern jener Jahre.

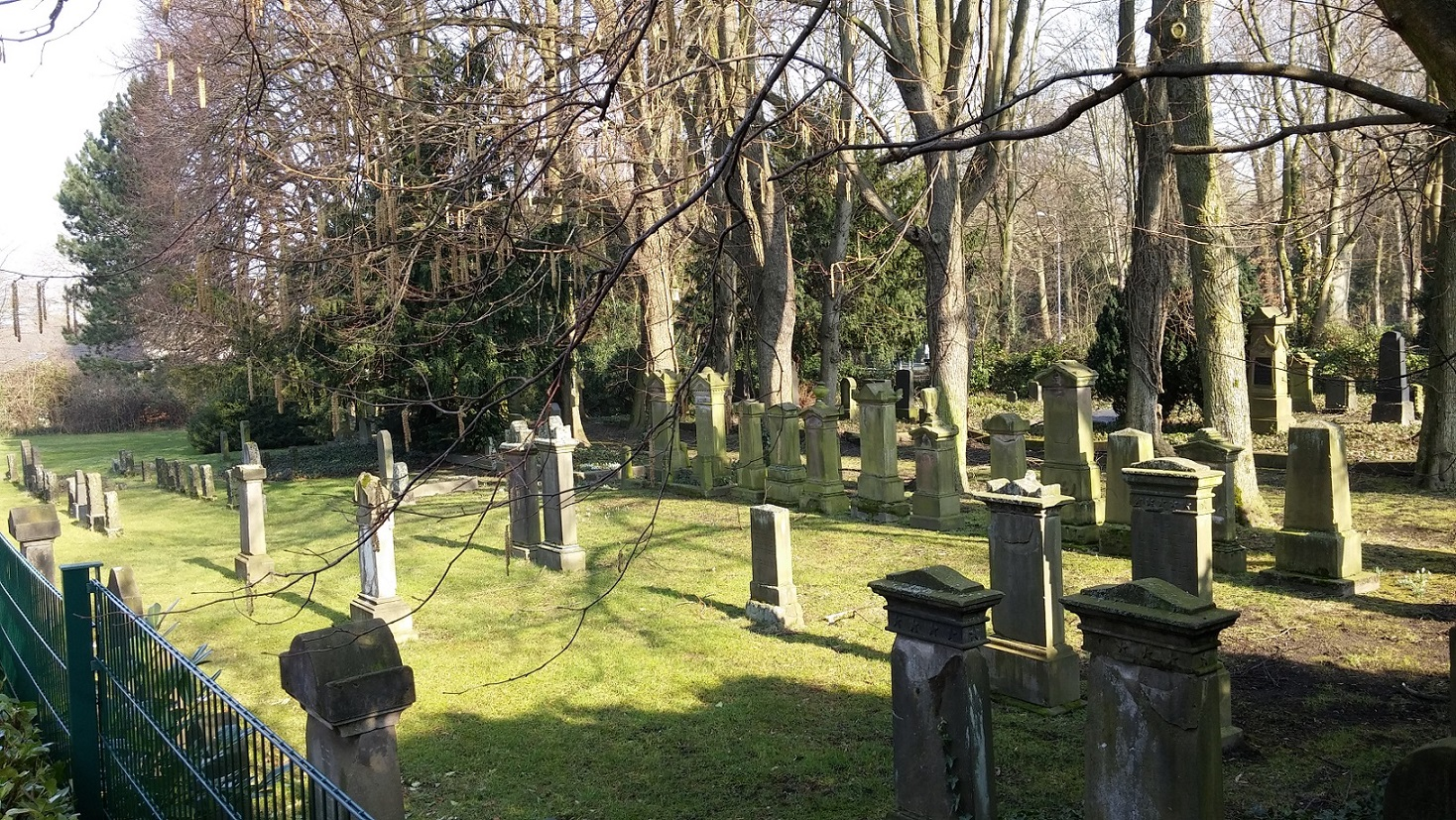
Jüdischer Friedhof in Unna, Massener Straße (2018)

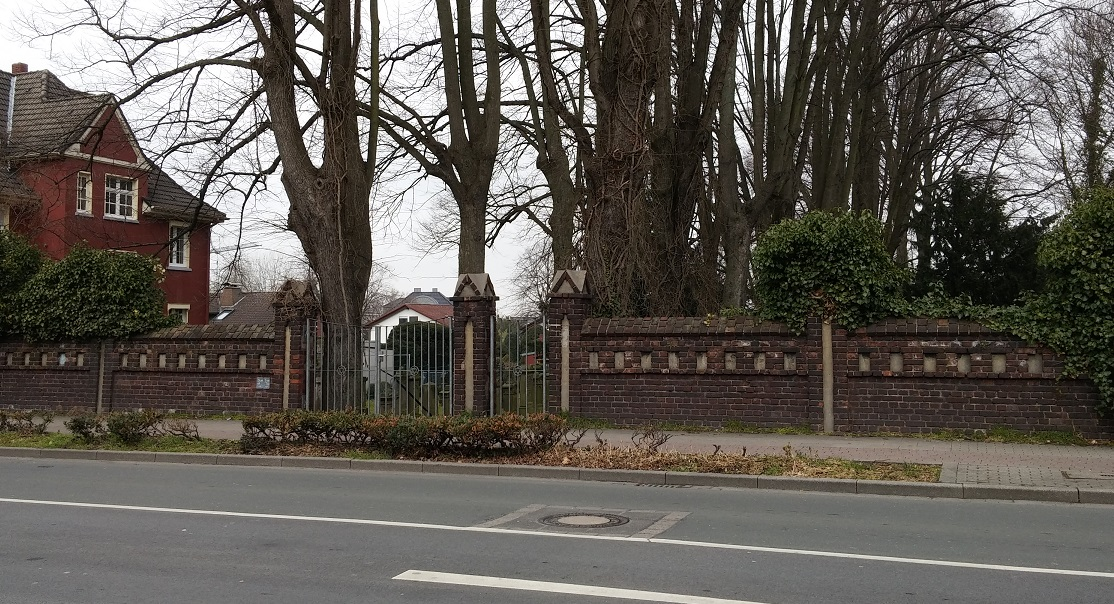
Eingang Jüdischer Friedhof Unna Massener Strasse Nr. 55

Am 17. Juli 1854 erwarb die jüdische Gemeinde Unna ein Grundstück an der Massener Straße. Der Güterwechsel zwischen der Assessorin Hueck und der Gemeinde fand jedoch schon früher statt. In Benutzung wurde dieser Friedhof mit der Beisetzung der am 29. April verstorbenen Helene Culp geborene Maibaum genommen. Dieses Grab befindet sich im linken Teil des Friedhofes, fast mittig an der Hecke, die das Grundstück heute begrenzt. Etwa 20 Jahre später, um 1875, bildete sich die Chewra Kadischa.
Nicht unerwähnt soll das Schicksal der Familie Marcus bleiben. Am 13. November 1938, nach den Novemberpogromen, begingen Emil Marcus, seine Frau Bertha und seine Tochter Elsbeth auf verschiedene Weise Selbstmord. Tags darauf befanden sich ihre Leichen in der Leichenhalle des Westfriedhofes. Da sich keine Gräber von ihnen finden, ist es wahrscheinlich, dass auch ihre Leichen, wie die des am 15. September 1941 tot aufgefundenen Armin Holländer, verscharrt wurden. Laut Totenschein ist Letzterer an Herzversagen gestorben. Gerüchten zufolge soll er sich aber am Bettgestell erhängt haben. Der Vorgenannte wurde ohne Sarg und Grabstein verscharrt. Der Totengräber erinnerte sich, dass er aufgefordert wurde, die Leiche irgendwo zu vergraben. Er durfte weder einen Grabhügel bestehen lassen noch die Stelle markieren. Das Grab musste sofort abgeflacht werden.
Bernhard Isaac wanderte 1945 zu seinem Sohn Rudi nach Südafrika aus und starb dort am 16. Dezember 1959. Da er in Unnaer Heimaterde beerdigt werden wollte, wurde er eingeäschert und fand seine letzte Ruhe auf dem Grab seines 1934 durch Selbstmord umgekommenen Sohnes Erhard. Mit ihm fand die bisher letzte Beisetzung statt. Sein Grab befindet sich etwa mittig an der Hecke zum Beethovenring im rechten Teil des Friedhofes.